# Валли, Чельсо
Чельсо Валли (итал. Celso Valli; 14 мая 1950, Болонья — 27 июля 2025, Болонья) — итальянский композитор, дирижёр, аранжировщик и музыкальный продюсер.

## Биография
Родился 14 мая 1950 года в Болонье.
После окончания консерватории Валли совершил свой официальный дебют в сотрудничестве с Джампьеро Анелли (более известным как Drupi), выпустив альбом Provincia 1978 года. В те же годы он начал продюсировать, заниматься аранжировками и эпизодически работать как композитор в некоторых проектах итало-диско, включая Tantra, Azoto, и Passengers.
В 1978 году он начинает сотрудничать с Миной, потом он продюсирует и сотрудничает со множеством самых успешных итальянских артистов периода 1980-х и 2000-х, наиболее заметные из которых Андреа Бочелли, Лаура Паузини, Эрос Рамаццотти, Филиппа Джордано, Джузеппе Манго, Васко Росси, Matia Bazar, Raf, Giorgia, Gerardina Trovato.
Скончался 27 июля 2025 года в возрасте 75 лет в Болонье.